# Nazionale femminile di pallanuoto dell'Uzbekistan
La nazionale di pallanuoto femminile dell'Uzbekistan è la rappresentativa pallanuotistica dell'Uzbekistan nelle competizioni internazionali femminili. La squadra è controllata dalla Federacija Plavanja Uzbekistana, la federazione uzbeka di sport acquatici, nata all'indomani della dissoluzione dell'URSS.
Le uzbeke hanno gareggiato in tre edizioni dei campionati mondiali e conquistato un bronzo ai Giochi asiatici.

## Risultati
Mondiali
- 2005 15º
- 2009 15º
- 2011 16º
- 2013 Qualificata

Giochi asiatici
- 2010  Bronzo

## Formazioni
- Mondiali - Roma 2009 - 15º posto:

Natalya Murashkina, Daiana Dadabaeva, Viktoriya Gorodchanina, Eseniya Piftor, Evgenija Ivanova, Viktoriya Salikhova, Natalya Plyusova, Anna Shlegova, Ramilya Halikova, Olga Mayorova, Lyutsia Gibazova, Anna Plyusova, Elena Dukhanova. CT: Natalya Rustamova.
- Giochi asiatici - Canton 2010 -  Bronzo:

Elena Dukhanova, Daiana Dadabaeva, Alexandra Sarancha, Eseniya Piftor, Evgenija Ivanova, Anastasiya Skovpina, Natalya Plyusova, Anna Shlegova, Ramilya Halikova, Olga Mayorova, Adelina Zinurova, Anna Plyusova.
- Mondiali - Shanghai 2011 - 16º posto:

Elena Dukhanova, Daiana Dadabaeva, Aleksandra Sarancha, Eseniya Piftor, Evgenija Ivanova, Liliya Umarova, Natalya Plyusova, Anna Shlegova, Ramilya Halikova, Ekaterina Morozova, Anastasiya Osipenko, Anna Plyusova, Guzelya Hamitova. CT: Akbar Sadikov.